# Quilombo do Remanso
O Quilombo do Remanso é uma comunidade quilombola, situada na Área de Proteção Ambiental Marimbus-Iraquara no estado brasileiro da Bahia. 
Situada ao lado de Marimbus, recanto considerado o "pantanal da Bahia", o quilombo está no município de Lençóis.
Ali, "escravos foragidos subsistiram por séculos em redor de um pantanal da Chapada Diamantina. Hoje, o Quilombo do Remanso é um símbolo da sua união e resistência mas também da exclusão a que foram votados", no dizer de Marco C. Pereira.

## Histórico e situação atual
A tradição local conta que o lugar teve origem com um escravo que, fugindo pelas águas do Marimbus, à época cheio de piranhas, jacarés e cobras, ali ficava protegido das incursões dos captores. Ali teriam se unido às mulheres indígenas
A consanguinidade no lugar é muito forte, marca do isolamento vivido; os moradores tinham por principal fonte de subsistência a pesca, cujo fruto era comercializado em Lençóis. Apesar da beleza do lugar, que não tinha ainda seu potencial turístico explorado, a pobreza fez com que muitos migrassem para outros lugares, a fim de obterem o sustento.
Morando num ambiente que contrasta do geral do restante da Chapada, os moradores viram-se incluídos na APA Marimbus-Iraquara, quando esta foi criada para estender a área protegida e que não fora incluida no Parque Nacional da Chapada Diamantina; assim, Remanso está ao leste do Parque, numa área que possui característica bastante distintas do restante da Chapada por esta região receber mais chuvas e forma ecossistemas próprios de áreas alagadiças, como o pantanal (marimbus, na terminologia local), rios, lagoas e matas. Neste ambiente a pesca é uma das principais atividades dos moradores.

## Economia e turismo

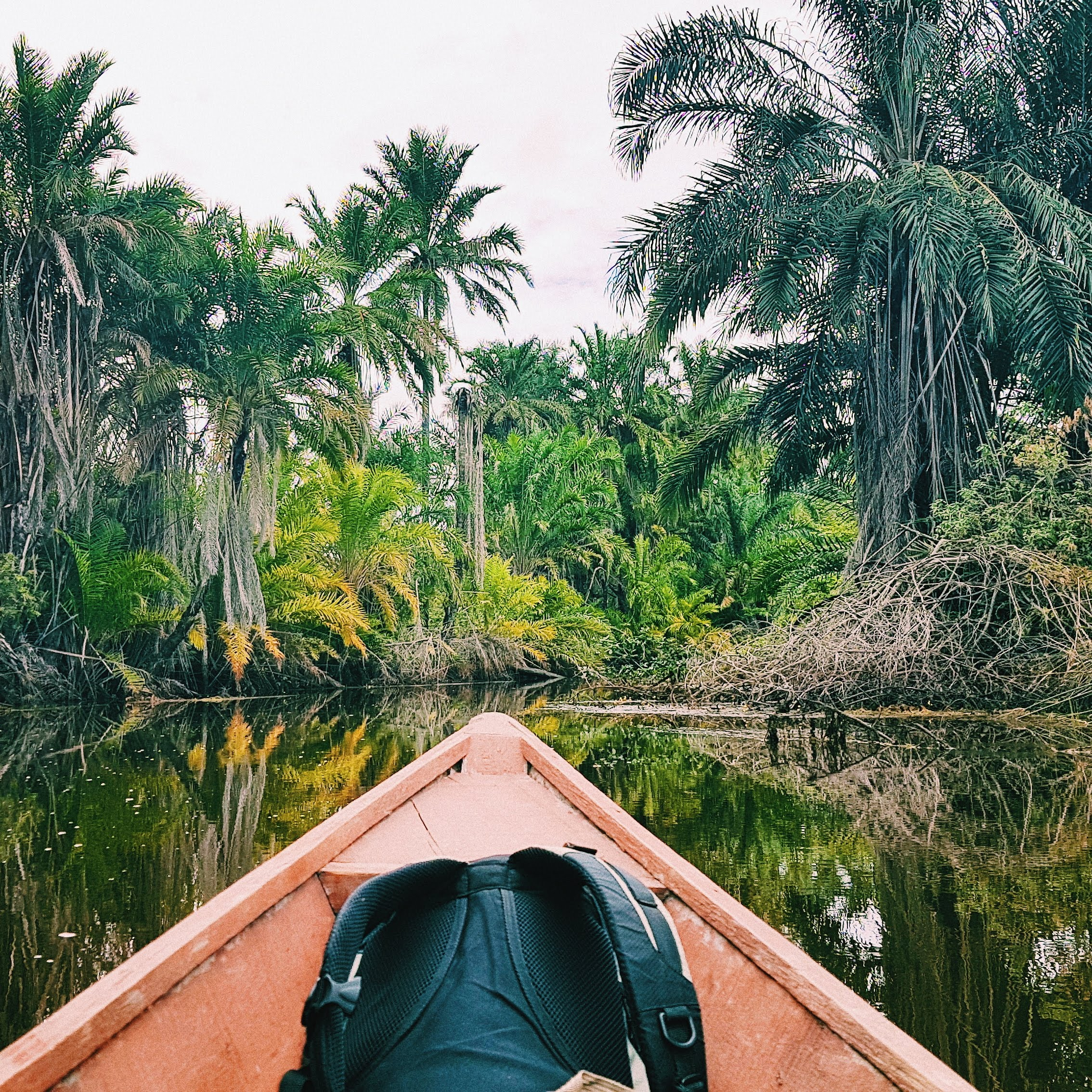
Turismo em Marimbus

A população do local em 2008, era de duzentos e seis habitantes, e o acesso ao lugar ainda era precário, feito por estrada vicinal que, por ser de terra, tornava-se intransitável no período das chuvas.
Com o incremento da atividade turística no povoado e em Marimbus, os moradores passaram a cobrar pelas visitas em ambos, além de servirem de guias e barqueiros aos visitantes. Com o incremento do turismo a comunidade e o ambiente, por contarem com a proteção de uma APA e não de um Parque Nacional, estão mais vulneráveis aos impactos ambientais por este causados.
Além do turismo o artesanato, a produção de mel, roçados e pesca complementam a renda de seus habitantes.

## Impacto cultural
O Remanso foi uma das comunidades quilombolas da Chapada que inspiraram a obra Torto Arado de Itamar Vieira Junior, que levou para a literatura o drama dos descendentes de escravos nos tempos modernos e, em Viena, foi encenada a peça Après le silence baseada neste livro em que a atriz natural do Remanso, Gal Pereira, desempenha um papel na turnê europeia de 2022/2023.
Numa entrevista a atriz registrou: “O livro ‘Torto Arado’ já está levando para outros continentes a nossa cultura quilombola, que é específica da região da Chapada Diamantina, e a criação da peça veio a somar a mensagem passada pelo livro de Itamar Vieira. No meu entender, a peça trará não só para a Europa, mas também para o Brasil a importância das nossas raízes quilombolas provenientes de sementes africanas e plantadas no solo do ‘Remanso’."